# Daniel Garrison Brinton
Daniel Garrison Brinton (13 de Maio de 1837 - 31 julho de 1899) foi um arqueólogo e etnólogo dos Estados Unidos.

## Biografia
Brinton nasceu em Thornbury Township, Condado de Chester, Pensilvânia. Depois de se formar pela Universidade de Yale em 1858, estudou na Jefferson Medical College por dois anos, passou um ano  viajando pela Europa e, continuou os estudos em Paris e Heidelberg. De 1862 a 1865, durante a Guerra Civil americana, prestou serviço no exército da União como médico, atuando durante 1864-1865 como cirurgião no Hospital Geral do Exército dos EUA em Quincy (Illinois). Em Missionary Ridge (Terceira Batalha de Chattanooga), pegou hipertermia e nunca mais foi capaz de viajar em climas muito quentes. Esta deficiência afetou sua carreira como etnólogo.
Após a guerra, Brinton exerceu medicina em West Chester, Pensilvânia durante vários anos; foi editor de uma revista semanal, e repórter de Medicina e Cirurgia , na Filadélfia 1874-1887, tornou-se professor de Etnologia e Arqueologia da Academia de Ciências Naturais em Filadélfia, em 1884, e  professor de lingüística americana e arqueologia na Universidade da Pensilvânia, de 1886 até à sua morte.
Brinton era um anarquista durante seus últimos anos de vida. Em abril de 1896, ele se dirigiu a Sociedade de Ética da Filadélfia, com uma palestra sobre "O que os anarquistas querem", para uma audiência amigável. Em outubro de 1897, Brinton tinha um jantar com Peter Kropotkin depois só palestra do famoso anarquista na Filadélfia. Kropotkin recusou convites de todas as elites da cidade.

## Trabalhos
De 1868 a 1899, Brinton escreveu muitos livros, e um grande número de panfletos, brochuras, endereços e artigos de revistas. Seus trabalhos incluem:
- Um estudo nas religiões nativas do continente ocidental.
- Library of Aboriginal Literatura Americana. Não. VIII
- autores norte-americanos e suas produções
- Notas sobre a Península da Flórida (1859)
- Os mitos do Novo Mundo (1868), uma tentativa de analisar e correlacionar, cientificamente, a mitologia dos índios americanos
- Um livro-guia da Flórida e do Sul (1869)
- O sentimento religioso: suas fontes e tem como objectivo: uma contribuição para a Ciência e Filosofia da Religião (1876)
- Mitos herói americano (1882)
- Anais do Cakchiquels (1885)
- O Lenape e suas lendas: com o texto completo e símbolos do Walam Olum (1885)
- Antiga nahuatl poesia 1890
- Ensaios de um americanista (1890)
- Garrison Brinton, Daniel (1901). Races and peoples. Palestras sobre a ciência da etnografia (em inglês). Filadelfia: D. McKay. OCLC 2212262;
- A raça americana (1891)
- À Procura da Felicidade (1893)
- Nagualismo, A Study in Native Folk -lore americano e História (1894)
- A Gramática Taensa e Dictionary: A Deception Exposed. F.H. Revell. 1885. Retirado 2013/04/24. (Exposé da gramática hoax da chamada linguagem Taensa).
- As religiões dos povos primitivos (1897)

Além disso, ele editou e publicou a Biblioteca de Literatura aborígene americana (8 vols. 1882-1890), uma valiosa contribuição para a ciência da antropologia nos Estados Unidos. Dos oito volumes, seis foram editados pelo próprio Brinton, um por Horatio Hale e um por Albert Samuel Gatschet. Seu trabalho 1885 é notável por seu papel na Olum controvérsia Walam.